# Головач Марія Іванівна
Марі́я Іва́нівна Голова́ч (нар. 7 серпня 1945, Мукачево) — українська російськомовна письменниця і перекладачка; член Спілка радянських письменників України з 1990 року.

## Життєпис
Народилася 7 серпня 1945 року в місті Мукачеві (нині Закарпатська область, Україна). Протягом 1962—1964 років навчалася у Сімферопольському медичному інституті; 1970 року закінчила фармацевтичний факультет Азербайджанського медичного інституту.
З 1972 року живе в Ужгороді. Працювала провізором, інженером-технологом. З 1985 року — на творчій роботі.

## Творчість
Дебютувала 1965 року оповіданням «Раны заживают» («Закарпатська правда», 24 вересня). Друкувала свої вірші у колективних збірниках творчості молодих письменників Закарпаття та Прикарпаття — «Перевал» (1973), «Молодий день» (1979), «Дзвінке джерело» (1983), «Відлуння» (1985). Авторка поетичних збірок «Горькая ягода» (1987), «Танець на огне» (1989), в якій вміщено переклади поезій Ліни Костенко. У творчості переважають духовно-ліричні мотиви. 
Перекладає з угорської та української мов. Деякі вірші письменниці перекладено угорською мовою.